# Metis (mitología)

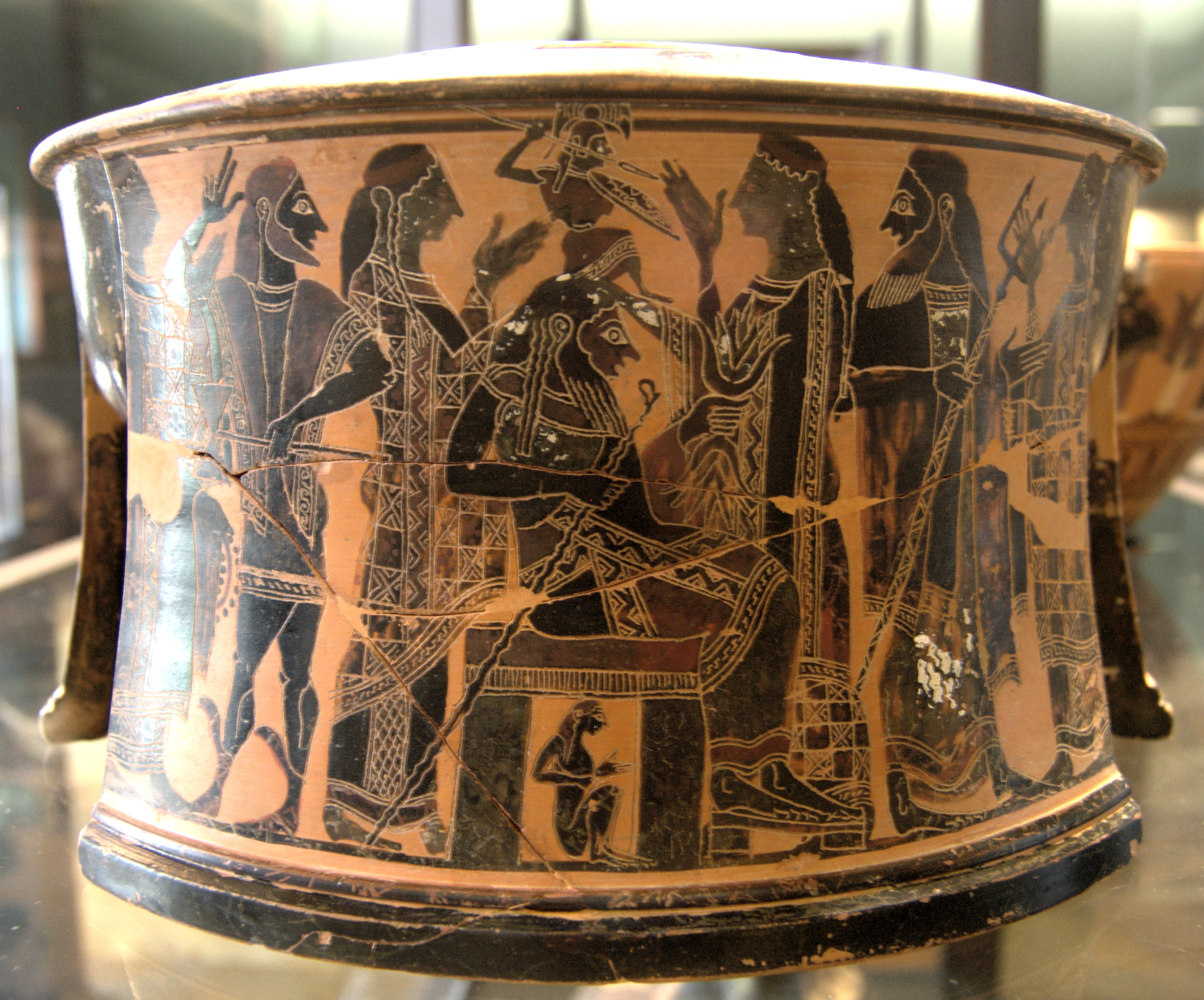
Nacimiento de Atenea (Metis aparece alegóricamente bajo el asiento de Zeus). Trípode de figuras negras, c. 570–560 a. C., Museo del Louvre (CA 616).

En la mitología griega, Metis (en griego: Μῆτις, Mḗtis)  era la diosa y personificación de la «prudencia» o en el mal sentido, la «perfidia».  Era una divinidad preolímpica que actuaba como consejera de Zeus, con quien engendró a Atenea.  Una opinión espuria sostiene que Metis es una titánide aunque este dato no pertenece a la mitología clásica.  Dentro de los círculos órficos, y ya como personificación, es una de las deidades primordiales.

## En Hesíodo
Metis pertenece a la raza de las oceánides, una de las tres mil hijas concebidas por Océano y Tetis, siendo Metis una de las más antiguas. No es de extrañar que algunas de sus hermanas también sean consideradas oceánides y a la vez personificaciones, como Peito («persuasión»), Tique («fortuna»), Pluto («riqueza») o Némesis («castigo divino»).
Sobre la unión entre Metis y Zeus, Hesíodo nos da cuenta de ello. Se dice que Zeus, rey de los dioses, tomó como primera esposa a Metis, la más sabia de los dioses y hombres mortales. A su debido tiempo, y cuando ya faltaba poco para que naciera la diosa Atenea, Zeus, engañando astutamente a Metis con palabras ladinas, se tragó a su esposa. Así se lo aconsejaron Gea y Urano para que ningún otro de los dioses se convirtiera en rey después de Zeus. En efecto estaba decretado que de Metis nacerían dos poderosos hijos. Primeramente la doncella Tritogenia que iguala a su padre en coraje y decisiones sabias. Luego era de esperar que naciera un hijo de corazón arrogante que terminaría destronando a Zeus. Por eso, al enterarse de la fatídica profecía, se tragó a Metis; de esta manera la diosa siempre le avisaría, ya desde sus entrañas, de lo bueno y lo malo. Esto se confirma en los poemas homéricos, en donde Zeus es llamado Mētíeta (Μητίετα), esto es, «buen consejero».
Otros modifican la historia y dicen que Zeus se acostó con Metis sin que le viera Hera; y que Atenea y Metis yacían ambas ocultas en las entrañas de Zeus, y que incluso allí Metis fabricó el pavoroso escudo de Atenea. La misma fuente amplía más datos hesiódicos, como que a Metis «la cogió el dios en sus manos y la colocó en el interior de su estómago» y que Zeus «la engañó a pesar de que Metis era muy sabia».
Según un escolio a la Teogonía, Metis tenía la capacidad de cambiar de forma a voluntad. Zeus la engañó y se tragó a su esposa embarazada cuando se transformó en un πικρὰν[a] (pikràn). Algunos refieren que πικρὰ («amargo») tiene poco o ningún sentido en ese contexto, y se ha enmendado por μυῖαν[a] (myîan, que significa «mosca») o μικρὰν[a] (mikràn, que significa «cosa pequeña») en su lugar.

## Versiones posteriores
Según Apolodoro, cuando Zeus se hizo adulto, pidió ayuda a Metis, la cual con un bebedizo emético obligó a Crono a vomitar primero la piedra, que había engullido pensando que era Zeus, y luego los hijos e hijas que había devorado. Zeus, auxiliado por sus hermanos, hizo la guerra contra Crono y los titanes. Por ese acto también suponemos que era simpatizante del bando olímpico durante la titanomaquia. El mismo autor añade el dato de que Metis «había adoptado diversas formas para zafarse» de los abrazos de Zeus. Cuando llegó el momento del parto, Prometeo, o según otros Hefesto, con un hacha le abrió la cabeza a Zeus y de ella saltó Atenea, ya adulta y vestida con la armadura fabricada por Metis, en al río Tritón. Algunos alegan que Tritón fue el último de los nombres que llevó el Nilo. Y otros más dicen que los padres de Atenea fueron Brontes y Metis, y que esta alumbró a su hija antes de ser engullida por Zeus.
Metis también aparece en los textos mitográficos como uno de los nombres fabulosos que se barajan para citar a la madre de Homero, en el Certamen de Homero y Hesíodo. No obstante lo más probable es que se refiera a otro personaje. Robert Graves asocia, en el hipotético mito pelasgo de la creación, a Metis con Ceo, ambos titanes del planeta de la inteligencia, Mercurio.

## Metis como alegoría
Los comentaristas estoicos alegorizaron a Metis como una personificación, y esta versión fue implantada desde el Renacimiento. Platón, que usa la forma Metis como un nombre masculino, dice que el Recurso (Πόρος, Póros) es hijo de la Astucia (Metis). Esta alegoría se suele interpretar como que el ingenio es la madre de las oportunidades. Para los órficos Metis, la «voluntad» o el «ingenio», es otro de los nombres de Fanes, el dios creador por excelencia; en este aspecto se conoce a Metis como la «llave del entendimiento». Así pues en los textos de Damascio, y siguiendo a Acusilao, de Érebo y Nicte nacieron Éter, Eros y Metis, así como una serie de dioses adicionales que no se han conservado sus nombres.